# Temuco
Temuco é uma cidade, também uma comuna (município), do Chile, capital da Região de Araucanía e da Província de Cautín. Localizada a 670 km ao sul da cidade de Santiago.

## Esportes
A cidade de Temuco possui um clube no Campeonato Chileno de Futebol, o Club de Deportes Temuco que joga de mandante no Estádio Municipal Germán Becker.[carece de fontes?] O estádio foi escolhido como uma das sub-sedes da Copa América 2015 realizada no Chile. Outros clubes da cidade foram o Club Deportivo Unión Temuco (que foi absorvido pelo Club de Deportes Temuco) e Club de Deportes Comercial Temuco